# Agelena orientalis
Agelena orientalis là một loài nhện trong họ Agelenidae.
Loài này thuộc chi Agelena. Agelena orientalis được Carl Ludwig Koch miêu tả năm 1837.

## Hình ảnh

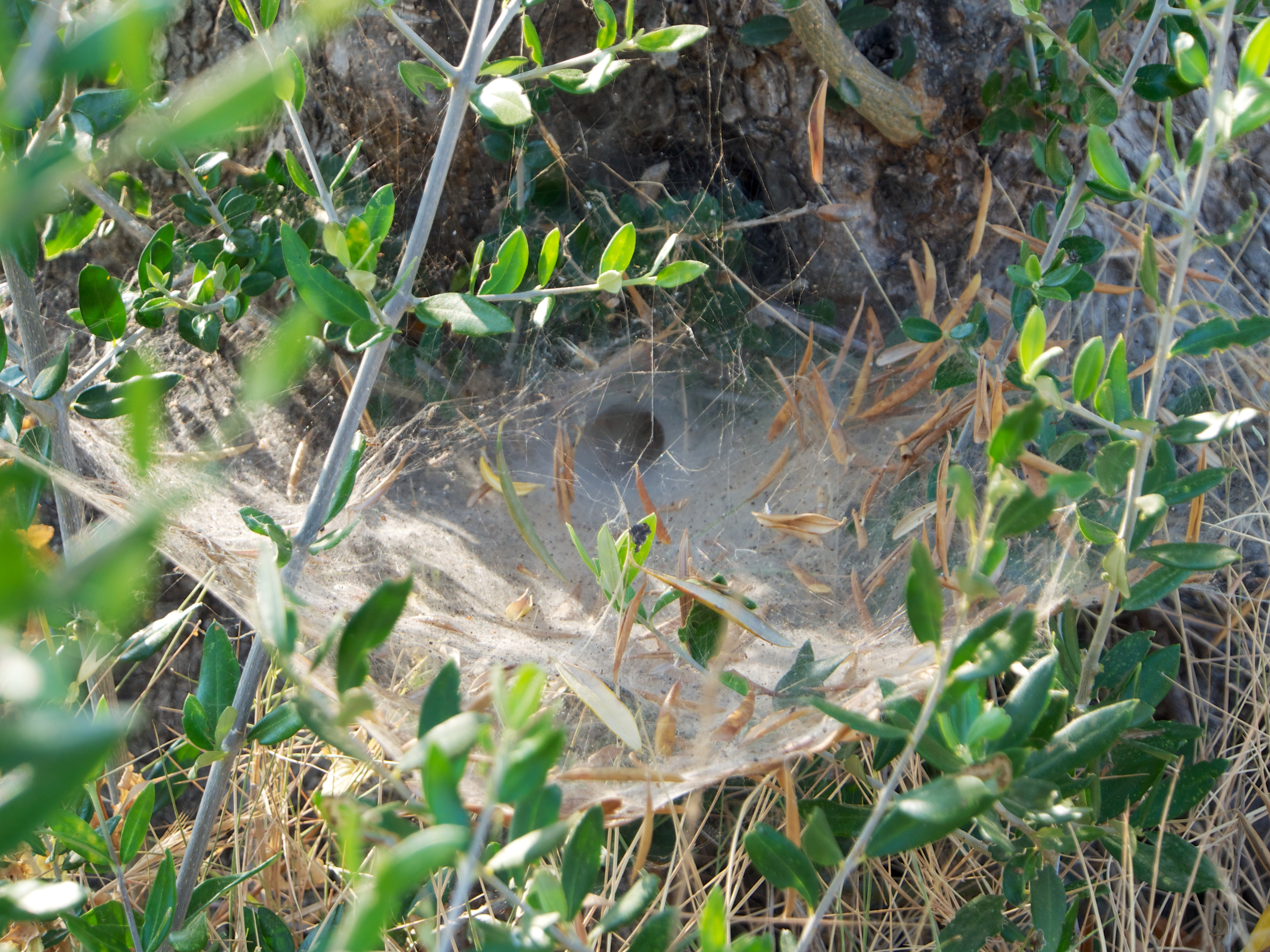
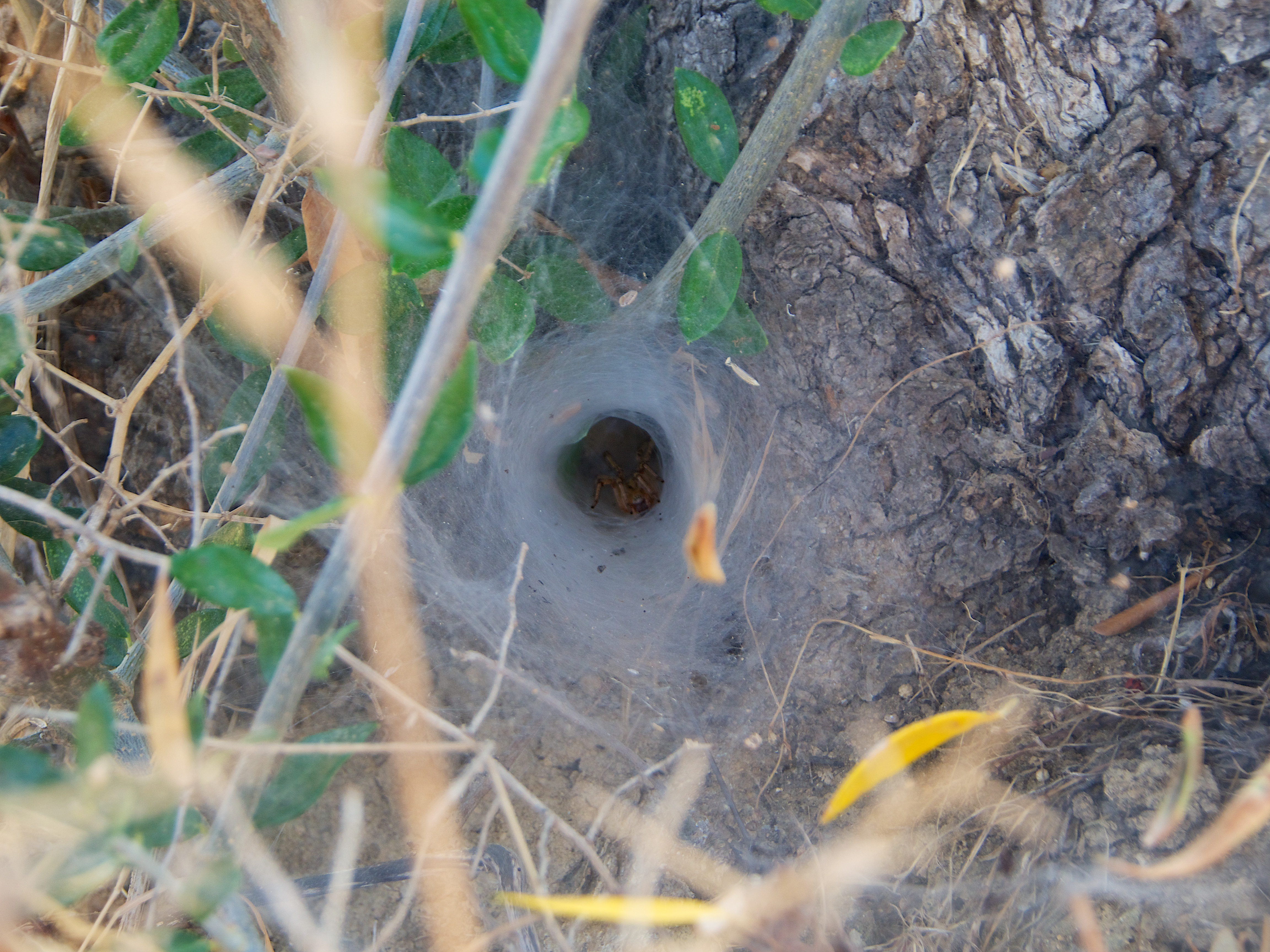